# Häftling X
Häftling X bzw. Gefangener X ist ein durch die Medien etablierter Platzhaltername für Gefangene, deren Namen zum Beginn der Berichterstattung nicht bekannt war. Bis heute (Stand: Januar 2018) wurden zwei Häftlinge im israelischen Ajalon-Gefängnis in Ramla so bezeichnet.

## Der Fall Ben Zygier
2010 erregte die Geschichte eines unbekannten Häftlings das mediale Interesse, der im Ajalon-Gefängnis in Ramla in Isolationshaft gefangen gehalten wurde. Der Fall wurde durch einen Pressebeitrag des Journalisten Raanan Ben-Tzur publik, die Existenz des zunächst nur „Häftling X“ genannten Insassen blieb zunächst unter Verschluss; eine gerichtliches Verbot (»Gag Order«) verbot jegliche Berichterstattung über den Gefangenen ohne Namen als auch über das Verbot an sich.
Nach Informationen des australischen TV-Senders ABC hieß der Häftling Ben Zygier (* 9. Dezember 1976; † 15. Dezember 2010) und stammt aus Melbourne, wo er nach seinem Suizid auch bestattet wurde. Er hinterließ zwei Kinder. Über die Hintergründe der Inhaftierung herrschte noch bei der Aufdeckung der Identität durch ABC Australien im Februar 2013 ebenso Unklarheit wie über die Gründe des Todes. Israel kündigte eine Untersuchung an. Australien verlangte die Einsicht in die Mitschnitte der vier Überwachungskameras.
Ben Zygier war seit 2003 Agent des israelischen Geheimdienstes Mossad. Zunächst infiltrierte er in Europa Unternehmen, die mit Iran und Syrien in Kontakt standen. Im Sommer 2007 wurde er zurück nach Israel gerufen, da er die Erwartungen, die an seinen Einsatz gestellt wurden, nicht erfüllen konnte. Im März deckte das deutsche Nachrichtenmagazin Der Spiegel auf, dass Zygier versucht hatte, auf eigene Faust neue Quellen anzuwerben – vermutlich, um sich für seinen fehlgeschlagenen Einsatz zu rehabilitieren. Dabei geriet er versehentlich an einen Hisbollah-Anhänger, der fortan durch ein doppeltes Spiel Zygier Geheimnisse entlockte. Als Folge dessen wurden später im Libanon die beiden Mossad-Agenten Ziad al-Homsi und Mustafa Ali Awadeh enttarnt und zu langjährigen Haftstrafen verurteilt.
Laut offizieller Darstellung erhängte sich Häftling X am 15. Dezember 2010 in seiner Zelle.

## Der zweite Häftling X
Im Juli 2013 wurde durch den auf Sicherheitsfragen spezialisierten Rechtsanwalt Avigdor Feldman, der seinerzeit Zygier vertrat, auf einen weiteren unbekannten Häftling im selben Gefängnis aufmerksam gemacht. Nach Aussage Feldmans handele es sich ebenfalls um einen jüdisch-israelischen Ex-Geheimdienstmitarbeiter, dessen Fall jedoch „auf noch wesentlich schwereres Versagen der Behörden als im Fall Zygier“ hinweise.
Israels Sicherheitsminister Jitzchak Aharonovitsch hatte nach Bekanntwerden des ersten Falls gegenüber den Medien versichert, dass es keine „versteckten Häftlinge“ mehr gebe und die Familien der Betroffenen stets informiert worden seien. Nach Bekanntwerden des zweiten Falles kritisierten Abgeordnete der Knesset den Innenminister und sprachen von Verhältnissen wie in »einem Polizeistaat«. Zehava Gal-On erinnerte daran, dass Aharonovitch bei einer Anhörung im Parlament zum Fall Zygier versichert habe, dass es in Israel keine anonymen Gefangenen gebe und warf ihm vor, das Parlament belogen zu haben.